# فرودگاه موبیل بیچو
فرودگاه موبیل بیچو (به انگلیسی: Mobil Bistcho Airport) یک فرودگاه همگانی است که یک باند فرود چمن دارد و طول باند آن ۱۰۹۷ متر است. این فرودگاه در کشور ایالات متحده آمریکا قرار دارد و در ارتفاع ۶۱۰ متری از سطح دریا واقع شده‌است.